# Nadání Josefa, Marie a Zdenky Hlávkových
La Nadání Josefa, Marie a Zdenky Hlávkových (littéralement en français Fondation Josef, Marie et Zdenka Hlávka), communément appelée Fondation Hlávka, est la plus ancienne fondation tchèque existante. Elle a été fondée le 25 janvier 1904 par l'architecte Josef Hlávka.
La Fondation, en collaboration avec le Fonds littéraire tchèque, décerne chaque année le Prix Josef Hlávka de littérature scientifique. La médaille Josef Hlávka est également décernée.

## Histoire
La fondation est fondée par Josef Hlávka le 25 janvier 1904 et maintient une continuité juridique ininterrompue jusqu'à nos jours. Josef Hlávka y a consacré tyoute sa fortune dans le but qu'elle serve à l'éducation de la nation tchèque.
Le choc financier et économique résultant de la Première Guerre mondiale dévalue une partie du patrimoine immobilier de la fondation, mais elle soutient néanmoins environ 3 500 étudiants universitaires pauvres en leur fournissant un logement gratuit au collège de Hlávka (Hlávkova kolej (cs)) entre 1904 et 1939.
En 1953, par décision du gouvernement communiste, toutes les fondations tchèques sont supprimées, à l'exception de la Fondation Josef, Marie et Zdenka Hlávka, qui est autorisée à exister formellement, mais est privée d'une partie considérable de ses actifs.
Le dortoir Josef Hlávka est confisqué en 1954 à l'Association des étudiants de l'université de Prague et transféré à l'État. Après novembre 1989, la fondation réaménage dans ces anciens locaux.
De nos jours, elle gère des actifs comprenant notamment le château de Josef Hlávka à Lužany près de Přeštice et des logements à Prague.
Les revenus locatifs servent à sécuriser financièrement le programme de la fondation, qui est basé sur les souhaits du fondateur.
Le collège Josef Hlávka, rue Jenštejnská à Prague, où des étudiants universitaires sont logés aux frais de la Fondation, a retrouvé sa fonction initiale. Son entretien est assuré par l'université technique tchèque, qui est également propriétaire du bâtiment.
Depuis 1991, les contributions de la fondation aux étudiants universitaires d'excellence, aux jeunes scientifiques et aux artistes se sont élevées à plus de 55 millions de couronnes.
79 études professionnelles ont été publiées dans la série éditoriale de l'Institut d'économie nationale soutenue par la fondation.